# Vinkremla
Vinkremla (Russula vinosa, syn. Russula obscura) är en svampart som beskrevs av Lindblad 1901. Vinkremla ingår i släktet kremlor och familjen kremlor och riskor.  Arten är reproducerande i Sverige. Inga underarter finns listade i Catalogue of Life.
Arten har en stor utbredning över Europa och Rysslands asiatiska delar samt i Kanada och USA. Svampen hittas vanligen tillsammans med barrträd. Mellan dessa organismer sker symbiosen ektomykorrhiza. I bergstrakter söker den även närheten av björkar.
För beståndet är inga hot kända. Hela populationen anses vara stabil. IUCN listar arten som livskraftig (LC).

## Galleri

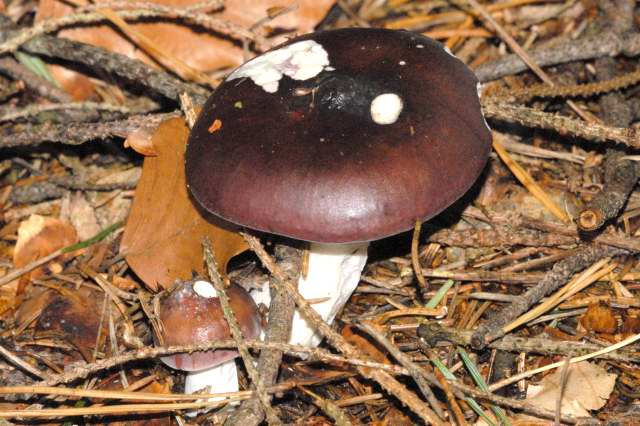